# Reintjes (Unternehmen)
Die Reintjes GmbH (Eigenschreibweise REINTJES) ist ein deutsches Unternehmen für Schiffsgetriebe im Leistungsbereich von 250 bis 30.000 kW mit Sitz in Hameln. Sie produzierte im Stammhaus Hameln rund 865 Getriebe im Jahr 2015. Insgesamt wurden 90.000 Einheiten ausgeliefert. Die Exportquote lag 2012 einschließlich der indirekten Exporte bei circa 90 %.

## Geschichte
Die Gründung einer mechanischen Werkstatt in Emmerich am Rhein erfolgte 1879. Erste Getriebelieferungen gab es im Jahr 1929. Der Umzug des Unternehmens von Emmerich nach Hameln war 1950. 1962 kam es zur Gründung der Eugen-Reintjes-Stiftung zur Förderung des Gesundheits- und Sozialwesens in der Stadt Hameln.
1993 erfolgte die Gründung der Reintjes Asia Pacific Pte Ltd in Singapur und im Jahr darauf der Reintjes España, S.A. in Madrid. Im Jahre 1995 war die Gründung der Reintjes Middle East L.L.C. in Dubai. 2004 übernahm die Reintjes GmbH ihren damals umsatzstärksten europäischen Kunden, die AMW Antwerpse Motorenwerke NV in Antwerpen und führte sie unter dem Namen Reintjes Benelux BVBA fort. Später erfolgte die Eröffnung einer Repräsentanz der Reintjes Asia Pacific Pte Ltd in Shanghai und die Übernahme der Trans-Matic Pte Ltd in Singapur. 2007 folgte die Errichtung eines neuen Dreh-, Bohr- und Schleifzentrums sowie eines vertikalen Bearbeitungszentrums. 2009 erfolgte die Aufstockung des Bürogebäudes mit Neubau einer Versuchs- und Servicehalle. International hat das Unternehmen ein globales Vertriebs- und Servicenetz mit eigenen Tochtergesellschaften und Vertretungen aufgebaut.

## Produkte
Seit ihrer Gründung hat sich das Unternehmen auf die Herstellung von Schiffsgetrieben spezialisiert. Der Leistungsbereich wurde dabei auf  250 bis 30.000 kW ausgebaut. Anwendungsbereiche sind Arbeitsschiffe (250 – 30.000 kW), schnelle Schiffe (350 – 5.000 kW) und schnelle Fähren (600 – 13.200 kW). Seit 2011 werden auch Getriebe für Dampfturbinen, Gasturbinen und Verdichter gefertigt und vertrieben.